# Oos
OOS ou Online Operating System, é um web desktop. Um web desktop funciona como um sistema operacional tradicional, porém, se utilizando de um navegador de internet. O OOS possui suporte a vários navegadores, como Internet Explorer, Firefox, Opera e outros.
O OOS apresenta uma interface gráfica amigável com o usuário, bem semelhante aos sistemas Microsoft Windows. Não é necessário se cadastrar, pois oferece um usuário de demonstração para que as funcionalidades do sistema possam ser testadas.

## Plataforma
O objetivo central do OOS é fornecer uma plataforma comum e um conjunto abrangente de aplicativos web modernos que são gratuitos na internet e facilmente acessíveis. Sem ter que instalar qualquer software adicional ou plug-ins, as funcionalidades oferecidas são usadas em qualquer browser moderno. Os programas do OOS são independentes de cada sistema operacional local e podem ser usados em qualquer lugar e hora.
Por mais que ainda esteja em sua fase inicial ele fornece algumas aplicações úteis como organizador de arquivos, documentos e dados pessoais de qualquer lugar do mundo. Ele é fornecido pela iCUBE Network Solutions, de língua alemã.
O OOS traz uma arquitetura nova para aplicações web. Não se é tão unido pela área de trabalho local e os confortos são benéficos, oferecidos na mobilidade da internet. O clássico pedido/resposta comum, no sistema operacional online, é feito em relação aos mecanismos de comunicação subjacente ao AJAX, DHTML e novas abordagens para o HTTP Pushing, possibilitando a troca de qualquer tipo de notícia em tempo real. Especialmente a usabilidade da web será significativamente melhorada no OOS. Resultado, os programas podem ser executados em elementos paralelos e totalmente integrados com o arrastar e soltar sobre todos os aplicativos e os usuários são informados em tempo real de alterações e mensagens recebidas.
Atualmente, você pode gerenciar o sistema operacional online, especialmente arquivos, visualizar e editar. Além disso, você tem acesso a uma ampla gama de groupware como cliente de email, contatos e gerenciamento de tarefas. Você também pode criar seus próprios aplicativos e compartilhar com outros usuários OOS.
O OOS é, portanto, um Gerenciador de Arquivos, um painel de controle e vários utilitários (editor de texto, visualizador de imagens, jogos, etc.) reunidos em um local particular de acesso online. Os usuários móveis podem se beneficiar do uso de OOS: o acesso ao seu próprio desktop virtual que oferece todos os benefícios de trabalho local.
O OOS é dependente e trabalha sobre um navegador web. Sendo assim, os recursos de que ele necessita devem ser providos pelo navegador, como suporte a JavaScript.

## Aplicativos
O OOS disponibiliza várias aplicações para que seus usuários tenham a mínima experiência ao utilizar o web desktop. Entre elas, encontra-se:
Calculadora, processador de texto, editor de imagens, visualizador de imagens, publisher (galeria) de imagens, reprodutor multimídia, visualizador de arquivos PDF, cliente de email, agenda, compromissos, notas (post-it), games, navegador web, downloader de vídeos hospedados no You Tube, ambiente de desenvolvimento integrado (via código e/ou GUI), gerenciador de arquivos, fórum (dos usuários), controle de configurações, serviço de FTP, compartilhador de arquivos, gerenciador de aplicativos, gerenciador de upload (faz upload de arquivos do disco rígido do usuário), agente de feedback (este aplicativo permite que os usuários do OOS reportem bugs, questionamentos ou enviem suas experiências de uso do web desktop).
O OOS, assim como qualquer outro web desktop roda sobre um navegador. Sendo assim, basta que em seu computador tenha um navegador instalado e que seja compatível com o OOS. Saiba mais sobre os navegadores suportados/testados em Navegadores.

## Interface Gráfica
O OOS apresenta uma interface gráfica bastante amigável e intuitiva. A semelhança dos sistemas operacionais da desenvolvedora de software Microsoft e distribuições Linux que utilizam KDE para interface gráfica, possui uma barra de tarefas onde é apresentado os programas que estão sendo executados no momento, e um menu semelhante ao menu "Iniciar" do sistema operacional Windows com a mesma disposição das ferramentas e opções do mesmo. As pastas seguem o mesmo padrão do Windows Explorer com a estrutura em árvore do lado esquerdo da janela. É possível se escolher temas e planos de fundo para a o sistema.
Os temas disponíveis são:
- Windows XP
- Windows 98
- Crystal Clear

Planos de fundo também podem ser carregados diretamente do HD do usuário ou se utilizar dos planos de fundo padrão do OOS.

## Idiomas
Atualmente, para usuário cadastrados e que tenham feito a confirmação de seu endereço eletrônico, o OOS disponibiliza três idiomas, que podem ser escolhidos ao se fazer o login no sistema. Os idiomas suportados são:
- Inglês
- Alemão
- Espanhol

## Navegadores
Segundo os desenvolvedores do projeto, é garantido o uso do OOS independente de plataforma. Não foram testados todos os navegadores existentes, apenas os mais conhecidos e usados. Seguem abaixo os navegadores suportados:
- Firefox
- Internet Explorer

Todos estes navegadores possuem suporte ao OOS, pois possuem plugins, nativos ou não, que permitem a operação do web desktop. Outros navegadores, como o Chrome da Google e o Opera não tiveram resultado satisfatório no teste, o Chrome não é suportado pelo Oos e o Opera não carregou a aplicação corretamente. Todos os testes foram feitos utilizando plataforma Windows.

## Usabilidade
Sabendo da importância da segurança num ambiente online, o OOS utiliza SSL para segurança dos dados dos usuários. O protocolo confere a mínima segurança ao sistema para que os usuário tenham uma experiência de uso ainda mais agradável.
O OOS utiliza o mesmo padrão de disposição de informações e aplicativos encontradas nos sistemas operacionais Microsoft Windows. Sendo este um padrão bastante conhecido, o usuário com um mínimo conhecimento, instantâneamente consegue usufruir das funcionalidades oferecidas pelo OOS. Os aplicativos oferecidos estão divididos concisamente nos menus do sistema, tornando a experiência do usuário ainda mais agradável.

## Desvantagens
Apesar de o sistema permitir que sejam instaladas, compartilhadas e criadas aplicações em JavaScript, não é possível aplicações escritas utilizando outras tecnologias. Isto faz com o que o OOS não abranja grande número de usuários que utilizam o sistema em substituição de Sistemas Operacionais Tradicionais, tendo vista que inúmeras outras aplicações que são utilizadas diariamente ainda não possuem versões em JavaScript para suporte em sistemas como o OOS.